# 群馬県道・栃木県道67号桐生岩舟線
群馬県道・栃木県道67号桐生岩舟線（ぐんまけんどう・とちぎけんどう67ごう きりゅういわふねせん）は、群馬県桐生市から栃木県栃木市に至る県道（主要地方道）である。

## 概要
国道50号の桐生市 - 栃木市間における旧道区間で、いわゆる両毛地区北部の中心となる幹線道路である。全線片側1車線となっているが、途中足利市・佐野市の各旧市街地を通過しており交通量も多いため、慢性的な渋滞が発生している。
同じく国道50号旧道である栃木市から小山市までの区間は栃木県道36号岩舟小山線として指定されている。
2016年現在、足利市東部では道路の拡幅工事が進められており、鵤木町 - 山川町交差点の間には北側にバイパスを建設中である。（現在の同区間は歩道や右折帯のない狭い片側一車線が続いている）

### 路線データ
- 総延長 : 不明（群馬県区間 : 、栃木県区間 : 30.786 km）
- 実延長 : 不明（群馬県区間 : 、栃木県区間 : 30.754 km）
- 起点 : 群馬県桐生市錦町1,2丁目（群馬県道68号桐生伊勢崎線交点〈錦町十字路交差点〉）
- 終点 : 栃木県栃木市岩舟町和泉（栃木県道11号栃木藤岡線・栃木県道36号岩舟小山線交点〈和泉交差点〉）
- 重要な経過地：栃木県佐野市[1]、足利市[1]

## 歴史
- 1977年（昭和52年）3月4日：群馬県より道路法に基づき、岩舟桐生線（栃木県下都賀郡岩舟町 - 群馬県桐生市、重要な経過地：佐野市、足利市、整理番号331）として路線認定される[2]。
- 1983年（昭和58年）1月17日：群馬県より県道路線認定に関する告示（昭和52年群馬県告示第182号）の一部が改正され、桐生岩舟線（群馬県桐生市 - 栃木県下都賀郡岩舟町、整理番号67）となる[1]。
- 1993年（平成5年）5月11日：建設省から、県道桐生岩舟線が桐生岩舟線として主要地方道に指定される[3]。

## 路線状況

### 通称
- 旧50号
- 昭和通り（桐生市内）
- 中央通り（足利市内）
- 日光例幣使街道（足利市寺岡町・寺岡町交差点 - 栃木市岩舟町和泉・和泉交差点（終点））

### 重複区間
- 栃木県道256号竜舞山前停車場線（足利市鹿島町・鹿島橋入口交差点 - 山前駅入口交差点）
- 栃木県道40号足利環状線（足利市山川町・山戸橋交差点 - 山川町交差点）
- 栃木県道128号佐野太田線（足利市寺岡町・白旗橋交差点 - 佐野市本町/大和町/万町・本町交差点）

### 交差する河川
桐生市
- 桐生川（境橋、境野町7丁目 - 足利市小俣町）

足利市
- 清水川（清水川橋、小俣町）
- 小俣川（多田羅橋、小俣町/小俣南町）
- 松田川（松田川橋、葉鹿町 - 大前町）
- 蓮台寺川（富士見橋、五十部町 - 今福町）
- 旧蓮台寺川（今福町）
- 袋川（山戸橋、助戸1丁目 - 山川町・山戸橋交差点）
- 尾名川（岡山橋、大久保町）
- 出流川（弁天橋、多田木町 - 寺岡町）
- 旗川（白旗橋、寺岡町 - 寺岡町・白旗橋交差点）

佐野市
- 才川（才川橋、免鳥町 - 大橋町）
- 菊沢川（菊和橋、大橋町 - 大橋町・大橋町交差点）
- 名称不明（新菊沢橋、大橋町）
- 秋山川（大橋、大橋町 - 大町）
- 三杉川（鶴舞橋、伊勢山町 - 関川町）

栃木市
- 蓮花川（岩舟町畳岡/岩舟町下津原 - 岩舟町静）

## 地理

### 通過する自治体
- 群馬県
  - 桐生市
- 栃木県
  - 足利市
- 佐野市
- 栃木市

### 交差する道路
桐生市
- 群馬県道68号桐生伊勢崎線（起点）

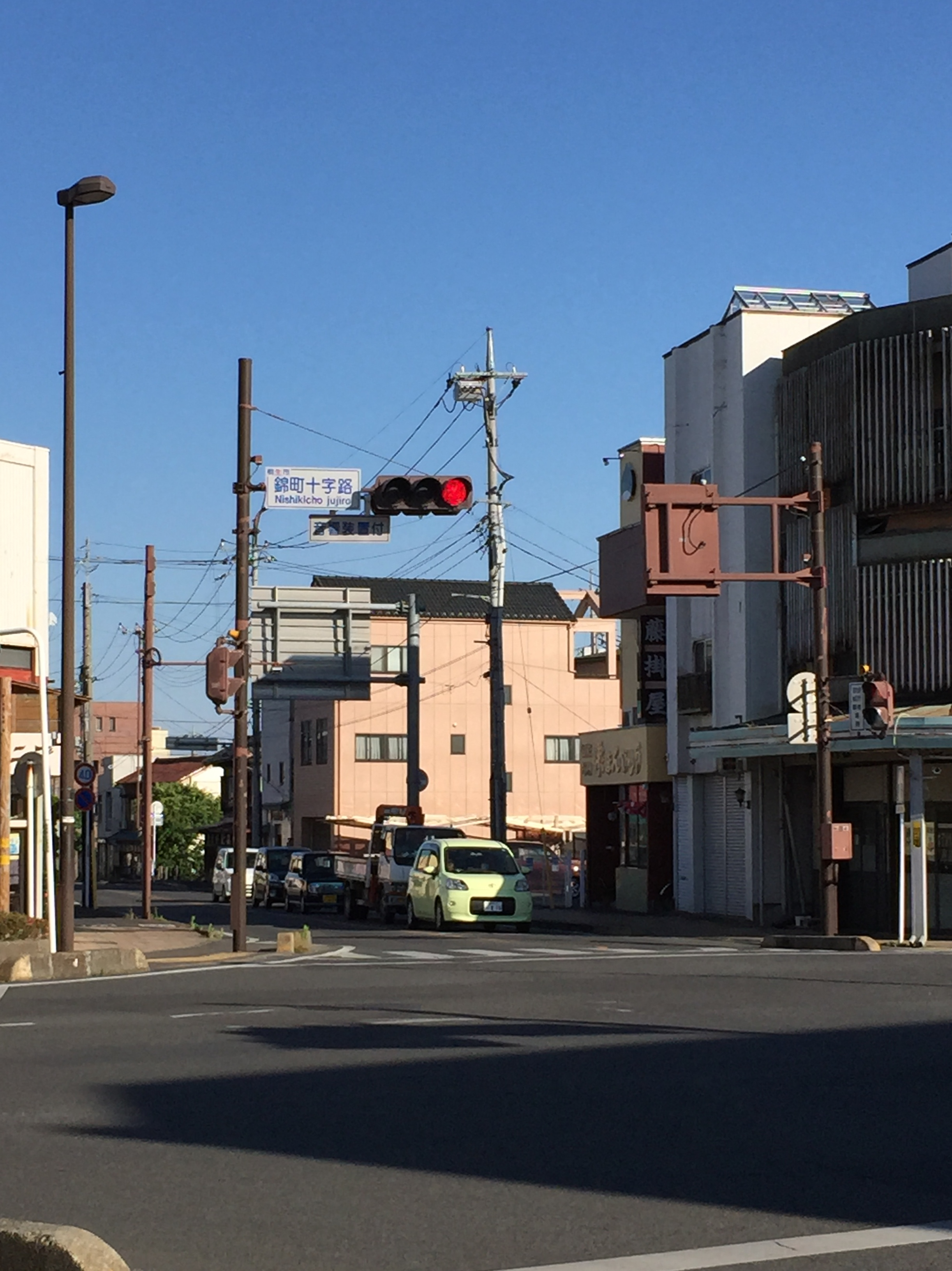
桐生市・錦町十字路交差点
（起点、2015年5月）

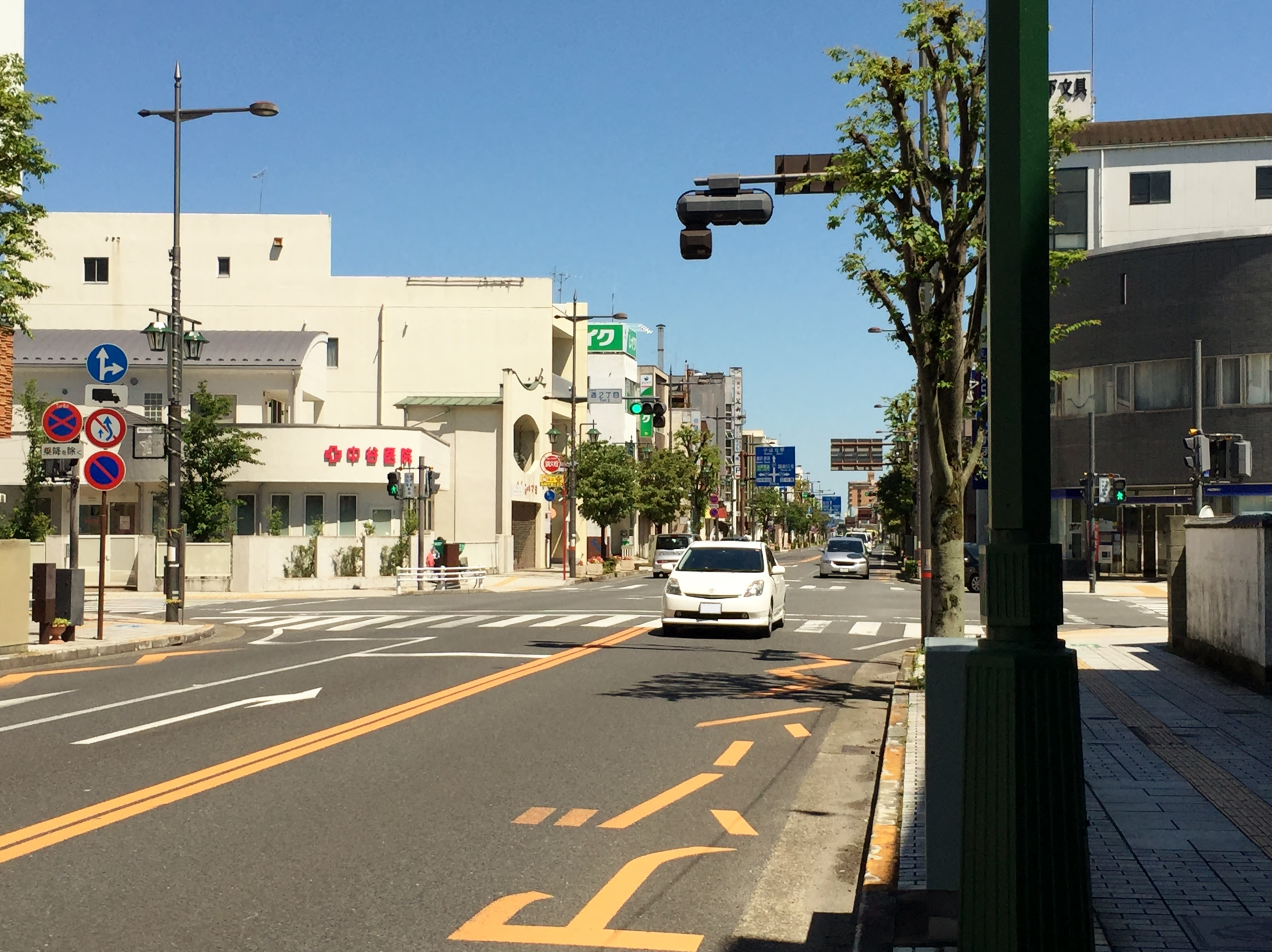
足利市・通2丁目交差点
（2015年7月）
岩舟方面を望む。写真奥・手前方向が県道67号、写真右方向が県道38号・116号、写真左方向が県道208号である。

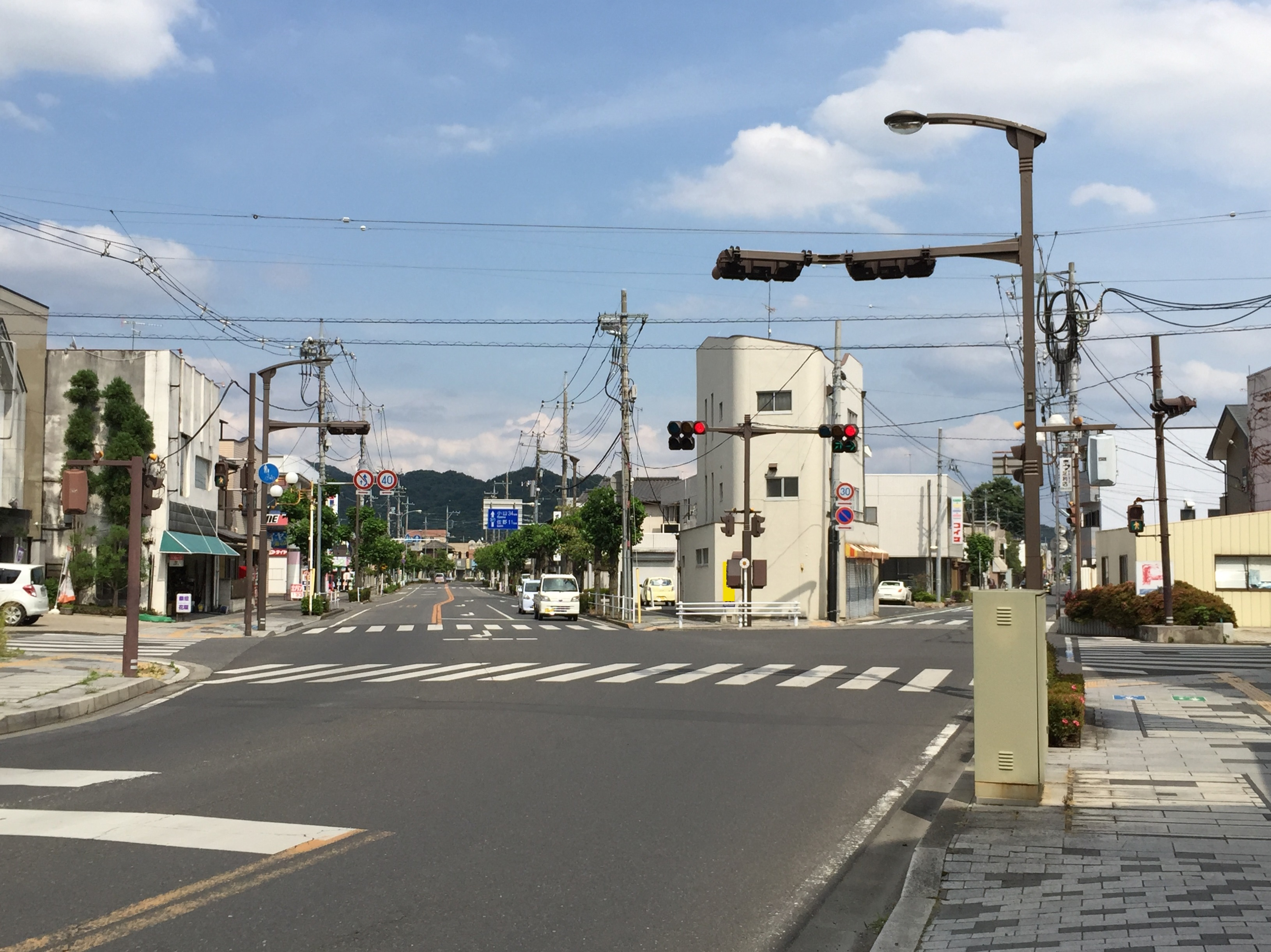
足利市助戸3丁目
五差路の交差点（2015年6月）
岩舟方面を望む。写真奥・手前方向が県道67号、写真右奥と左右方向が市道である。

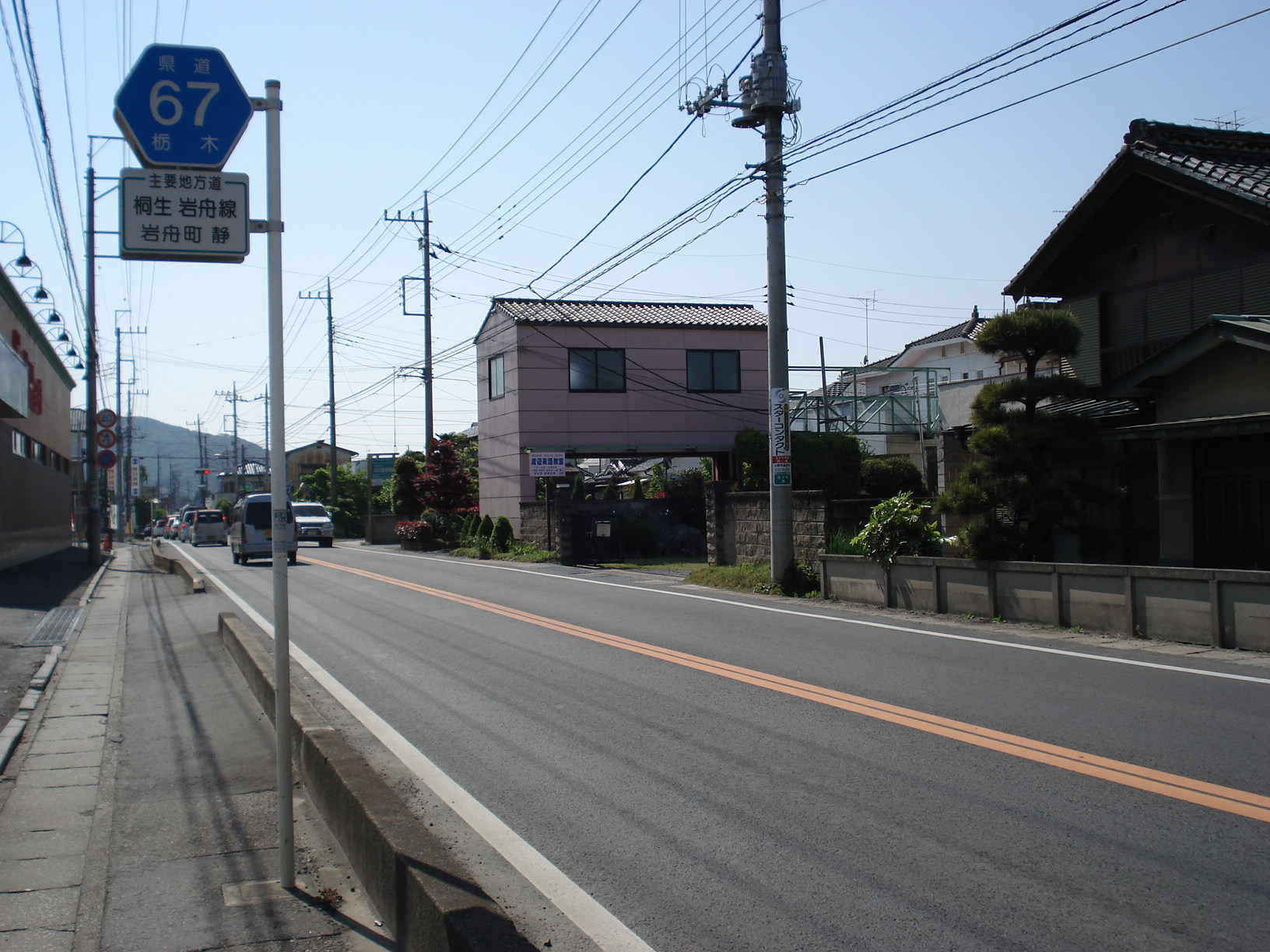
栃木市岩舟町静付近

- 群馬県道332号桐生新田木崎線（境野町1丁目・境野町1丁目交差点）
- 群馬県道316号太田桐生線（境野町7丁目・消防南分署前交差点）

足利市
- 栃木県道218号名草小俣線（小俣町・小俣田町交差点）
- 栃木県道219号松田葉鹿線、栃木県道254号丸山葉鹿線（葉鹿町・葉鹿跨線橋南交差点）
- 栃木県道256号竜舞足利線（鹿島町・鹿島橋入口交差点）
- 栃木県道40号足利環状線（通6,7丁目/緑町1丁目・通7丁目交差点）
- 栃木県道5号足利太田線（通3丁目・通3丁目交差点）
- 栃木県道38号足利千代田線・栃木県道116号足利市停車場線・栃木県道208号飛駒足利線（通2丁目・通2丁目交差点）
- 国道293号（通1丁目/永楽町・通1丁目交差点）
- 栃木県道198号足利停車場線（伊勢町1,3丁目・JR足利駅前交差点）
- 栃木県道40号足利環状線（山川町・山戸橋交差点）
- 栃木県道40号足利環状線（山川町・山川町交差点）
- 栃木県道138号富田停車場線（多田木町）
- 栃木県道175号山形寺岡線（寺岡町・寺岡町交差点）
- 栃木県道128号佐野太田線、栃木県道223号寺岡館林線（寺岡町・白旗橋交差点）

佐野市
- 栃木県道7号佐野行田線・栃木県道270号佐野環状線（大橋町・大橋町交差点）
- 栃木県道237号赤見本町線（本町/大和町/万町・本町交差点、栃木県道128号佐野太田線 起点）
- 栃木県道215号佐野停車場線（高砂町・佐野駅入口交差点）
- 栃木県道9号佐野古河線、栃木県道16号佐野田沼線、栃木県道141号唐沢山公園線（浅沼町/富岡町・浅沼町交差点）
- 栃木県道75号栃木佐野線、栃木県道270号佐野環状線（伊勢山町・伊勢山町交差点）
- 栃木県道346号みかも山公園線（関川町）

栃木市
- 栃木県道282号中藤岡線（岩舟町畳岡/岩舟町下津原・下津原交差点）
- 栃木市道（旧栃木県道168号静藤岡線）（岩舟町静・岩舟総合支所前交差点）
- 栃木県道133号岩舟停車場線（岩舟町静・JR岩舟駅入口交差点）
- 栃木県道11号栃木藤岡線・栃木県道36号岩舟小山線（終点）

### 沿線にある施設など
桐生市
- 桐生市立南小学校（新宿2丁目）
- 桐生市総合福祉センター（新宿3丁目）
- 桐生市立境野小学校（境野町6丁目）
- 桐生市立境野中学校（境野町6丁目）

足利市
- 小俣駅（JR両毛線）（小俣町）
- 足利工業大学（大前町）
- 山前駅（JR両毛線）（鹿島町）
- 足利赤十字病院（五十部町）
- 足利市立美術館（通2丁目）
- 足利学校（昌平町）
- 足利駅（JR両毛線）（伊勢町1丁目）
- 足利市立毛野小学校（八椚町/大久保町）
- 足利市立毛野中学校（八椚町/大久保町）
- 東足利自動車教習所（大久保町）
- あしかがフラワーパーク（迫間町）
- 栗田美術館（迫間町）
- 富田駅（JR両毛線）（駒場町）

佐野市
- 佐野市立西中学校（大橋町）
- 佐野市郷土博物館（大橋町）
- イオンタウン佐野（浅沼町）
- 県営伊勢山団地（伊勢山町）
- 佐野市立犬伏東小学校（伊勢山町）

栃木市
- 栃木市立岩舟中学校（岩舟町静）